# クラレ
株式会社クラレ（英: KURARAY CO.,LTD）は、高機能樹脂や繊維製品などを製造販売する日本の大手総合化学メーカーである。本社は東京都千代田区大手町二丁目にあるが、本店は創業の地である岡山県倉敷市に置かれている。東証プライム上場企業。日経平均株価およびJPX日経インデックス400の構成銘柄の一つ。

## 概要
近代日本を代表する実業家の一人でもある大原孫三郎により、1926年にレーヨンの国産化を目的として設立される。代表的製品は、ランドセルで有名な人工皮革「クラリーノ」、機能性樹脂「エバール」「クラレポバール」、高機能エラストマー「セプトン」「ハイブラー」、合成繊維「ビニロン」「ベクトラン」、乾式不織布「クラフレックス」など、多数。
「マジックテープ」（一般名:面ファスナー）はクラレの登録商標である。
倉敷紡績（クラボウ）の経営多角化を目的に大原一族が創業したが、現在はクラボウとの関係は営業面のみに関するものであり、人的関係や資本関係は一切ない。
2001年度には30％だった海外売上高比率が、2018年度には68％となり、海外での売上高の割合が年々高まっている。

## 沿革
- 1926年（大正15年）- 大原孫三郎により岡山県倉敷市に「倉敷絹織株式会社」設立。
- 1943年（昭和18年）- 商号を「倉敷航空化工株式会社」に変更（三備地区の繊維産業#第二次世界大戦前後参照）。
- 1945年（昭和20年）- 商号を「倉敷絹織株式会社」に復帰。
- 1949年（昭和24年）- 商号を「倉敷レイヨン株式会社」に変更。ウイリス・オーバーランドとの共同出資でジープ（CJ=シビリアンジープ）の販売拠点となる倉敷フレーザーモータース設立。
- 1950年（昭和25年） - 西条工場に昭和天皇が行幸（昭和天皇の戦後巡幸）。同工場の深石寮が行在所（宿泊所）となる[8]。
- 1950年（昭和25年）- 日本初の国産合成繊維であるポリビニルアルコール繊維「ビニロン」を世界で初めて事業化。
- 1963年（昭和38年）- 商号商標「Kクラレ」の使用開始。
- 1965年（昭和40年）- 人工皮革「クラリーノ」を販売開始[5]。
- 1970年（昭和45年）5月22日 - 岡山工場のサイロが爆発。パイプの増設工事をしていた下請会社の社員3人が死亡[9]。
- 1970年（昭和45年）6月24日 - 創立45周年を機に商号を「株式会社クラレ」に変更。
- 1974年（昭和49年）- 大阪市福島区野田に結婚式場「クラレ白鷺」を開館（1998年閉館）。
- 2000年（平成12年）- 社長に和久井康明が就任。新規水溶性樹脂<エクセバール> 事業化（岡山）。イタリアの人工皮革加工販売会社 ロリカ社に資本参加。
- 2001年（平成13年） - レーヨン事業から撤退。
- 2006年（平成18年）6月24日 - 創立80周年を機にロゴマークを一新。
- 2007年（平成19年）- 化学関連事業の売上高拡大に伴い、株式の所属業種を「繊維製品」から「化学」に変更。
- 2012年（平成24年）- 産業用ポバールフィルムを扱う、米国モノソル社を買収。
- 2014年（平成26年）- 決算期日を3月31日から12月31日に変更。米国DuPont社のビニルアセテート関連事業を買収。
- 2015年（平成27年）- 社長に伊藤正明が就任。バイオマス由来のバリアフィルム事業を扱う、オーストラリアのプランティック社を買収。
- 2017年（平成29年）3月10日 - 自衛隊の戦闘服などの入札で談合を繰り返していたなどとして、公正取引委員会から排除措置命令を受ける[10]。
- 2021年（令和3年）7月19日 - 本社を東京都千代田区大手町二丁目6番4号 常盤橋タワーへ移転。

正式な社章（以前は株券等に使用）は設立時に制定された。同心円を二つ重ね、中に紋所の三つ星を配した通称『二三印』で、その意味は創業者の大原孝四郎が森田節斎に師事したときに伝授された「謙受説」の一節にある『謙受益、則富、富即驕、驕即衰。滿招損、即窮、窮即愼、愼即盛。盛衰相尋於無窮。』の思想を図表化したものである。

## 歴代社長
|    | 氏名       | 在任期間               | 出身校                 |
| -- | ---------- | ---------------------- | ---------------------- |
| 1  | 大原孫三郎 | 1926年6月 - 1968年6月  | 東京専門学校           |
| 2  | 大原総一郎 | 1939年5月 - 1968年8月  | 東京帝国大学経済学部   |
| 3  | 仙石襄     | 1968年8月 - 1975年5月  | 東京帝国大学法学部     |
| 4  | 岡林次男   | 1975年5月 - 1982年10月 | 大阪帝国大学工学部     |
| 5  | 上野他一   | 1982年10月 - 1985年6月 | 九州大学法文学部       |
| 6  | 中村尚夫   | 1985年6月 - 1993年6月  | 京都大学大学院         |
| 7  | 松尾博人   | 1993年6月 - 2000年6月  | 早稲田大学第一法学部   |
| 8  | 和久井康明 | 2000年6月 - 2008年4月  | 東京大学経済学部       |
| 9  | 伊藤文大   | 2008年4月 - 2015年1月  | 東京大学経済学部       |
| 10 | 伊藤正明   | 2015年1月 - 2021年1月  | 大阪大学基礎工学部     |
| 11 | 川原仁     | 2021年1月 - 現職       | 早稲田大学政治経済学部 |

## 主要事業
- 樹脂
- 化学品
- 繊維
- トレーディング
- その他

売り上げの約4割は、ポバール、エバールなどを含む樹脂事業であげている。液晶に使用されるポバールフィルムで世界シェア80%、ガソリンタンクや食品密封包装などに使用されるエバールで世界シェア70%など、機能性樹脂を中心とする新素材で高い競争力と独自性を持つことを、事業の特徴としている。
また、事業競争力の維持のため、研究開発を積極的に行うほか、2001年にはポバールのシェアで競合するドイツのクラリアント社から、製造プラントを一括して買収するなどの、直接投資も積極的に行っている。

## 関係会社

### 連結子会社
- クラレトレーディング株式会社（大阪市北区）
- クラレプラスチックス株式会社（大阪市北区）
- クラレエンジニアリング株式会社（岡山市南区）
- クラレテクノ株式会社（大阪市北区）
- クラレクラフレックス株式会社（岡山市南区）
- クラレアクア株式会社（東京都千代田区）
- 株式会社テクノソフト（大阪市北区）
- クラレトラベル・サービス株式会社（大阪市北区）
- クラレ西条株式会社（愛媛県西条市）
- クラレ玉島株式会社（岡山県倉敷市）
- 株式会社入間カントリー倶楽部（埼玉県入間郡）
- 株式会社倉敷国際ホテル（岡山県倉敷市）
- クラレファスニング株式会社（大阪市北区）
- クラレノリタケデンタル株式会社（岡山県倉敷市）
- 株式会社岡山臨港（岡山市南区）
- Kuraray Holdings U.S.A., Inc.（米国・テキサス州）
- Kuraray America, Inc.（米国・テキサス州）
- MonoSol Holdings, Inc.（米国・インディアナ州）
- MonoSol, LLC（米国・インディアナ州）
- Calgon Carbon Corporation（米国・ペンシルベニア州）
- Kuraray Europe GmbH（ドイツ・フランクフルト）
- EVAL Europe N.V.（ベルギー・アントワープ）
- 可楽麗香港有限公司（香港）
- Kuraray Asia Pacific Pte. Ltd.（シンガポール）
- 可楽麗国際貿易(上海)有限公司（中国・上海）
- 可楽麗管理（上海）有限公司（中国・上海）
- Kuraray Korea Ltd.（韓国・蔚山）
- Plantic Technologies Limited（オーストラリア・ビクトリア州）

その他 49社

### 持分法適用会社
- クラレ岡山スピニング株式会社（岡山市南区）

その他 2社

## テレビCM・広告活動
テレビCMでは人工皮革クラリーノのアヒルをキャラクターにしたCMが知られているが、2006年に新ロゴマークが登場、その後2007年11月から成海璃子（2008年8月からはアルパカが加わる）を起用した企業CMが放送された。繊維メーカーから化学メーカーへ進出したクラレをPRする「未来に化ける新素材。ミラバケッソ」がキャッチフレーズで、電車内と高校教室を舞台に、日常の空間の中で突然登場する造語ミラバケッソのTシャツを着た男性陣を見て成海が疑問に感じてしまうというコミカルなCM。なお「電車編」では京成電鉄の特急列車「スカイライナー」（成田スカイアクセス開業前）でロケが実施されている
（詳細）。JR東日本山手線のトレインチャンネルでも同じ内容のCMが同年末〜翌年初にかけて放映された。
その後も、成海と「アルパカのクラレちゃん」が共演した、企業CM「ミラバケッソ」シリーズの続編が放映された。
東日本大震災後の2011年4月からは、同社の社会貢献活動を紹介する企業CMとして、「ランドセルは海を越えてキャンペーン」、「少年少女化学教室」並びに「クラレ作業所」（のうち新潟事業所内にあるクラレの障害者雇用施設第1号）の3作品を、同社提供番組の『日経スペシャル ガイアの夜明け』などで放映している（2008年10月頃提供開始していたが、2013年3月末をもって一時降板、2017年10月より復帰）、または『朝だ!生です旅サラダ』に放映している（2016年10月1日頃提供開始していたが、2021年3月末をもって一時降板、2024年10月より復帰）。いずれもBGMは、平原綾香の「大きな木の下」（後に歌抜きとなった）。過去には、『どちら様も!!笑ってヨロシク』や『クイズタイムショック』などで番組スポンサーについていた。
また、大阪市の野田阪神（福島区鷺洲一丁目）にあった系列の結婚式場「クラレ白鷺」のCMは、閉館後の現在も関西地区を代表する「なつかしのCM」として知られている。
2014年からはソチオリンピックへの出場が決まったスキージャンプの高梨沙羅が出演する企業CMの放映がスタート。イメージソングは高梨と同じ17歳（当時）のシンガーソングライター、新山詩織の楽曲「今 ここにいる」を起用。
2014年12月から黒島結菜（アルパカは引き続き登場している）を起用した企業CMが放送されていた。
CMに出演するアルパカは那須アルパカ牧場で飼育されているものだが、ここではアルパカが熱中症になるのを防ぐため、夏になると全頭の体毛を刈り上げてしまう。したがってCMに出演できるのは1歳未満（毛刈りを経験していない）のアルパカに限られるため、毎年代替わりしている。2013年のCMに出演していたアルパカは「カイカイ君」という名前であり、これに合わせてクラレのキャッチフレーズに「チキュウカイカイ」（地球問題を解決する会社）が加わっている。
2018年7月から2020年頃までは「クラレの真ん中」をテーマとして、シャーロット・ケイト・フォックスを起用した企業CMが放送されていた。
2022年4月からは「きっと明日も、ハレ、クラレ」をキャッチコピーとし、CM出演者に高橋文哉と鳴海唯を、CMソングにsumikaの「Simple」を起用した企業CMが放送されている。

## 諸問題

### 新潟事業所の廃水地下浸透問題
クラレ新潟事業所（新潟県胎内市倉敷町、旧協和ガス化学工業（株）中条工場、1989年にクラレと合併した企業）は、1959年から1995年まで、工場の製造工程から排出される一部の廃液を、地下（工場内に位置する深さ120から125メートルの井戸）に未処理のまま注入処分（地下浸透）していた。地下に処分していた廃液は合成樹脂の原料である「メチルメタアクリレート」、塗料等の原料である「メタクリル酸」、「硫安」の製造工程で生じる副生物であった。胎内市の指摘を受け、この事実が発覚した2006年に工場で生産していた副生物の廃水を成分分析した結果、1リットル当たりシアン化合物が最大0.59ミリグラム、鉛とヒ素がそれぞれ約0.3ミリグラム含まれていた。同工場は廃液を地下浸透させるための専用の井戸（深さ120〜125メートル）を10本掘り、昭和34年（1959年）から平成7年まで（1995年）の約36年間で計94万7000トンを地下浸透させた。なお同工場が地下処分を開始して間もない1965年には、同県内で新潟水俣病（第二水俣病）の発生が新潟大学から公表され、1968年には昭和電工鹿瀬工場からの排水に含まれていたメチル水銀が原因であるとの政府見解が発表されている。

### 岡山事業所での爆発事故
- 2005年9月9日 午前10時43分頃 岡山事業所の酢酸ビニル生産工程で火災事故が発生。
- 同日、午後12時13分頃 鎮火。事業所内外における負傷等の被害はなし[23]。
- 2006年1月、岡山事業所の酢酸ビニル生産工程は、正常運転に復旧[24]。

### 米国エバール工場の火災事故
2018年5月19日 午前10時27分頃、クラレの子会社であるKuraray America, Inc.のエバール工場で火災事故が発生。
当時は工場に266人が勤務していた。21人の労働者が火傷、高所からの飛び降り、転倒で負傷した。負傷した従業員が訴訟を起こした

。
11月28日 エバール工場の発災ラインの稼働を再開。
Kuraray America, Inc.は、行政処分として約920万円の支払いを命じられた
。
2019年10月24日 クラレは、火災事故の米国訴訟の一部原告と和解したと発表した。和解金は約100億円。和解金を含めた140億円を訴訟関連損失として計上している。
11月27日 クラレは、火災事故の米国訴訟に関する合理的な損失の見積りを行った結果、新たに340億円を特別損失として計上した。合理的な損失の見積りを行った原告は160名超の内140名超となったと発表した。
2020年1月6日 クラレは、1月3日に火災事故の米国訴訟の他の一部原告と和解したと発表した。和解金は約289億円。
12月23日 クラレは、2020年12月23日までに他の一部原告との間で和解に基本合意したと発表した。和解金は約170億円。すでに支払った和解金や弁護士費用なども含めると、かかった費用は合わせて727億円に上るとしている。

### 特定活性炭の製造販売に関する独占禁止法違反
2019年11月22日 東日本地区および近畿地区の浄水施設、ごみ焼却施設等の一部で使用される特定活性炭の製造販売に関して、独占禁止法に違反する行為があったとして、排除措置命令および課徴金納付命令を受けた。課徴金はクラレグループで7147万円。

### 不正アクセスによる情報流出
2021年10月14日、クラレが運用するサーバーに不正アクセスが行われ、保有する情報の一部が外部に流出したことを10月1日に確認したと発表した。